# Friendly Fires (album)
Friendly Fires è l'album di debutto del gruppo musicale britannica Friendly Fires. È stato pubblicato nel Regno Unito il 1º settembre 2008, raggiungendo la posizione massima al numero 21 nella UK Albums Chart. Tutte le tracce sono state prodotte da Ed Macfarlane, ad eccezione della prima, Jump in the Pool, prodotta da Paul Epworth. L'album è stato ri-pubblicato il 31 agosto 2009 con l'aggiunta di cinque remix delle tracce originali dell'album, più tre nuove tracce, tra cui Kiss of Life, prodotta da Epworth.

## Accoglienza
Friendly Fires ha debuttato originariamente nella UK Albums Chart al numero 38 il 13 settembre 2008. La settimana successiva, l'album è sceso al numero 88, prima di uscire dalla Top 100 la settimana successiva. L'album è rientrato nella Top 100 in due occasioni, inizialmente al numero 75 il 1 novembre 2008 e poi nuovamente al numero 95 il 21 dicembre 2008, rimanendo nella Top 100 per quattro settimane consecutive.
Il 16 maggio 2009, l'album è nuovamente rientrato nella Top 100 al numero 89, iniziando lentamente a salire nella classifica, raggiungendo infine il numero 37 il 6 giugno 2009. L'album è poi sceso lentamente, prima di risalire al numero 36 il 1 agosto 2009, poche settimane prima della ri-pubblicazione dell'album, a causa della nomination per il Premio Mercury del 2009.
L'album è stato ri-pubblicato nel suo formato deluxe il 31 agosto 2009, e dopo essere sceso al numero 66, è salito a un nuovo picco al numero 21 il 12 settembre 2009, rimanendo in classifica per altre 3 settimane prima di uscire dalla Top 100.

## Tracce
1. Jump in the Pool – 3:35
2. In the Hospital – 3:51
3. Paris – 3:55
4. White Diamonds – 4:11
5. Strobe – 3:04
6. On Board – 3:42
7. Lovesick – 3:53
8. Skeleton Boy – 3:33
9. Photobooth – 3:23
10. Ex Lover – 3:50

## Classifiche
| Classifica                      | Posizione Massima |
| ------------------------------- | ----------------- |
| Australian Albums (ARIA Charts) | 92                |
| UK Albums Chart                 | 21                |